# Anolis liogaster
Anolis liogaster – słabo poznany gatunek jaszczurki z rodziny Anolidae. Endemit Meksyku.

## Systematyka
Gatunek zaliczany jest do rodzaju Anolis, klasyfikowanego obecnie w monotypowej rodzinie Anolidae. Zaliczany bywał też do Norops, obecnie uznawanego za młodszy synonim Anolis. W przeszłości oba te rodzaje zaliczano do rodziny legwanowatych (Iguanidae).

## Rozmieszczenie geograficzne
Gatunek ten, o niewielkim zasięgu występowania, pochodzi z południowego Meksyku. Jego obecność odnotowano jedynie w stanie Guerrero, w centralnej części pasma górskiego Sierra Madre Południowa. Sądzi się jednak, że rzeczywisty zasięg występowania jaszczurki jest bardziej rozległy.
Tereny zajmowane przez gada leżą na wysokości od 1500 do 2500 metrów nad poziomem morza

## Siedlisko
Siedlisko A. liogaster stanowią lasy sosnowe i sosnowo-dębowe. Zwierzę żyje w ściółce opadłych liści i wśród niskiej roślinności.

## Zagrożenia i ochrona
W Czerwonej księdze gatunków zagrożonych IUCN Anolis liogaster jest klasyfikowany jako gatunek najmniejszej troski (LC, ang. Least Concern).
Gad ten jest umiarkowanie pospolity, a jego populacja utrzymuje się na stabilnym poziomie.
Gatunek jest chroniony przez meksykańskie prawo. Nie są znane żadne grożące mu bezpośrednie zagrożenia. IUCN dostrzega potrzebę dalszych badań nad zwierzęciem.